# Buque escuela
Un buque escuela es un barco usado para el entrenamiento de estudiantes como marinos. El término se utiliza especialmente en barcos empleados por las armadas para entrenar futuros oficiales, pero también se usa en escuelas civiles. Esencialmente hay dos tipos: barcos viejos empleados como casa-salón de clase y otros que son usados para entrenamiento en el mar. Por lo general, son buques de vela modernos, con propulsión asistida a motor, lo cual permite al estudiante familiarizarse con el estudio del mar y del arte de la navegación, su terminología, conceptos e instrumentos.

## Algunos buques escuela
África
- El-Mellah, buque escuela de la Armada de Argelia.

América
- ROU 20 Capitán Miranda, buque escuela de la Armada Nacional de Uruguay.
- NVe Cisne Branco (U-20), buque escuela de la Marina de Brasil.
- ARM Cuauhtémoc (BE-01), buque escuela de la Armada de México.
- USCGC Eagle (WIX-327), buque escuela de los guardacostas de los Estados Unidos, gemelo del primer Gorch Fock, del NRP Sagres III y del Mircea.
- Esmeralda (BE-43), buque escuela de la Armada de Chile, nombrado en honor al heroico buque.
  - Buque escuela General Baquedano, antiguo buque escuela de la Armada de Chile.
  - Buque escuela Lautaro, antiguo buque escuela de la Armada de Chile.
- ARC Gloria, buque escuela de la Armada de Colombia.
- BAE Guayas (BE-21), buque escuela de la Armada del Ecuador.
- ARD Juan Bautista Cambiaso (BE-01), buque escuela de la Armada Dominicana.
- ARA Libertad (Q-2), buque escuela de la Armada Argentina.
- ARBV Simón Bolívar (BE-11), buque escuela de la Armada Nacional de Venezuela.
- BAP Unión (BEV-161), buque escuela de la Marina de Guerra del Perú, nombrado en honor al heroico buque.

Asia
- Bima Suci, buque escuela del Ministerio de Defensa de Indonesia.
- INS Tarangini, buque escuela de la Armada de India.

Europa
- Amerigo Vespucci, buque escuela de la Marina Militare de Italia
- UAM Creoula, buque escuela de la Marina Portuguesa.
- Cristoforo Colombo, buque escuela de la  Regia Marina, gemelo del Amerigo Vespucci; entregado a la URSS tras la Segunda Guerra Mundial, rebautizado Dunay.
- STS Dar Młodzieży, buque escuela de la Marina Polaca.
- Gorch Fock, buque escuela de la Reichmarine, de la Kriegsmarine y de la Armada Soviética, actualmente buque museo.
- Gorch Fock, buque escuela de la Deutsche Marine.
- Jadran, buque escuela de la Armada de Montenegro.
- Juan Sebastián de Elcano (A-71), buque escuela de la Armada Española.
  - Atyla, buque escuela de madera construido a mano en España en los años 1980.
  - Galatea, antiguo buque escuela de la Armada Española, preservado como buque museo en Glasgow con el nombre de Glenlee.
  - Nautilus, antiguo buque escuela de la Armada Española.
  - Saltillo, buque escuela de la de la Escuela de Náutica de la Universidad del País Vasco.
- Kaliakra, buque escuela de la armada de Bulgaria.
- Kruzenshtern, buque escuela de la Armada de Rusia.
  - STS Sedov, buque escuela de la Universidad Técnica Estatal de Múrmansk.
- Mircea, buque escuela de la armada de Rumania.
- Rickmer Rickmers Sagres II, antiguo buque escuela de la Marina Portuguesa, actualmente buque museo en Hamburgo como Rickmer Rickmers.
- NRP Sagres III, buque escuela de la Marina Portuguesa.